# Republican News
Republican News (с англ. — «Республиканские новости») — газета партии Шинн Фейн, выходившая в 1970-е годы. Поводом для учреждения газеты стал раскол в ирландском республиканском движении на «официальное» крыло (выступавшее за мирный процесс выхода Северной Ирландии из состава Великобритании) и «временное» крыло (выступавшее за вооружённую борьбу против Великобритании до победного конца). Аналогичный раскол произошёл и в ИРА. Газета выходила под руководством «официального» крыла, но по популярности проигрывала журналу An Phoblacht, выходившему под покровительством «временного» крыла.
Газету вместе издавали Джо Грэм и Фрэнсис Макарт. Джо позднее стал издавать своё печатное издание «The Vindicator». Газета и журнал сами объединились в новое издание в 1979 году.

## Редакторы
1970: Джимми Стил
1970: Фрэнсис Макарт
1973: Лео Мартин
1974: Шон Коуги
1975: Дэнни Моррисон